# Marc Lüthi
Marc Lüthi (* 3. August 1961 in Bolligen als Markus Lüthi) ist ein Schweizer Unternehmer. Er ist seit 2022 Verwaltungsratspräsident der SC Bern Eishockey AG, zu welcher der Eishockeyclub SC Bern gehört. Von 1998 bis 2022 amtete er als deren Geschäftsführer.

## Karriere

### Ausbildung
Lüthi absolvierte eine Berufslehre als kaufmännischer Angestellter und absolvierte ein Nachdiplom-Studium in Betriebswirtschaft.

### Als TV-Moderator
Von 1998 bis 2005 war Lüthi als Nachrichtensprecher beim Regionalsender TeleBärn aktiv.

### Als Manager
Seit 1998 ist Marc Lüthi Geschäftsführer der SC Bern Eishockey AG und zusätzlich ab 2012 Delegierter des Verwaltungsrates. Seit 2016 ist er Präsident der Alliance of European Hockey Clubs E.H.C. Diese Organisation vereinigt die europäischen Profi-Hockeyclubs.
Durch eine strikte Finanzpolitik und die Erweiterung der Geschäftsfelder im Gastrobereich führte Lüthi die Firma aus Schulden in Höhe mehrerer Millionen Schweizer Franken in die finanzielle Stabilität. Lüthi ist in der Öffentlichkeit als emotionale Persönlichkeit bekannt, begünstigt beispielsweise durch die sehr medienwirksame Entlassung des Trainers Larry Huras im Jahr 2011. Lüthi begründete diese nicht mit mangelndem Erfolg, sondern mit einer durch Huras bedingten fehlenden Attraktivität in der Spielweise der Mannschaft. Lüthi wurde als Schlüsselfigur des sportlichen und wirtschaftlichen Erfolgs des SCB in den 2010er Jahren bezeichnet. Unter seiner Führung gewann der 1931 gegründete Hockeyclub 6 Meistertitel und 2 Cupsiege. Der SCB hat europaweit die grösste Fankulisse mit über 17'000 Zuschauer pro Spiel und eine der grössten Fancommunities in den digitalen Medien. Seit der Saison 23/24 hat der SCB das Frauenteam von Bomo Thun integriert. Das Team gewann unter neuer Flagge den Cup und stand im Play-off-Finale.